# Arisaema condaoense
Arisaema condaoense är en kallaväxtart som beskrevs av Van Dzu Nguyen. Arisaema condaoense ingår i släktet Arisaema och familjen kallaväxter. Inga underarter finns listade.